# Прапор Острівчан
Прапор Острівчан — офіційний символ села Острівчани Кам'янець-Подільського району Хмельницької області, затверджений рішенням №10 XXVI сесії сільської ради VII скликання від 15 червня 2018 року. Авторами прапора є В.М.Напиткін та К.М.Богатов.

## Опис
Квадратне полотнище поділене хвилясто горизонтально на синю і білу смуги у співвідношенні 5:1. Із нижньої смуги виходить зелений острів, на якому жовта башта з червоними арками і годинником, супроводжувана по сторонам двома жовтими вертикальними дубовими гілочками.